# Alan de Wassand
Alan de Wassand († um 6. Januar 1257) war ein englischer Geistlicher und Richter.

## Herkunft und Tätigkeit als Anwalt
Alan entstammte der Familie Wassand, einer Familie mit Landbesitz in Yorkshire. Er entstammte aber wahrscheinlich nicht der Hauptlinie der Familie aus Holderness, sondern einer Nebenlinie der Familie. Er war wahrscheinlich ein Bruder von Adam de Wassand, der in den 1220er Jahren das Oberhaupt der Familie in South Otterington war. Ab 1231 diente Alan mehrfach als Anwalt des Barons Nicholas de Stuteville († 1233), für den er auch mehrere Urkunden bezeugte. Mehrere Mitglieder der Familie Stuteville bedachten Alan de Wassand bis 1240 mit Einkünften aus geistlichen Benefiziaten. Zwischen 1238 und 1243 bezeugte Alan fünfmal Urkunden von Erzbischof Walter de Gray von York. Die anderen Zeugen gehörten dem Haushalt des Erzbischofs an, so dass Alan während dieser Zeit vermutlich ebenfalls zum Haushalt von de Gray gehörte. Zwischen Januar 1241 und April 1246 vertrat er dazu mehrfach als Anwalt den Erzbischof.

## Aufstieg zum Richter am Common Bench
Obwohl Alan sowohl Nicholas de Stuteville wie auch den Erzbischof als Anwalt am Common Bench in Westminster vertreten hatte, gibt es sonst keinen Nachweis, dass er Erfahrung in der königlichen Verwaltung oder Justiz hatte. Dennoch wurde er kurz nach dem 29. April 1246 zum Richter am Common Bench ernannt. Andere Richter wie William of York oder Roger of Thirkleby hatten vor ihrer Ernennung zum Richter jahrelang als Schreiber am Gericht gedient. Möglicherweise hing Alans Ernennung mit der Beförderung von Roger of Whitchester zusammen, der in diesem Zeitraum zum Verwalter des Schrifttums des Gerichts ernannt worden war. Da Thirkleby zusammen mit zwei weiteren Richtern zu einer Gerichtsreise nach Nordengland aufgebrochen war und im Sommer 1246 ein weiterer Richter starb und ein weiterer aus dem Amt ausschied, war Alan im Herbst 1246 neben Henry of Bath der einzige Richter am Common Bench. Vielleicht wurde Wassand aber auch wegen seiner möglichen Beziehungen zu William of York, der aus derselben Region wie er stammte, zum Richter ernannt. Von 1247 bis 1249 waren die Verhandlungen an dem Gerichtshof ausgesetzt. In dieser Zeit nahm Alan zusammen mit anderen Richtern an umfassenden Gerichtsreisen durch zehn Grafschaften teil. Von Herbst 1249 bis Herbst 1255 war er dann fast durchgängig während der Sitzungsperioden als Richter am Common Bench tätig. Während der Sitzungspausen des Gerichts war er oft als Richter an Assize Courts in verschiedenen Grafschaften tätig. Dabei war er vor allem in den nordenglischen Grafschaften tätig, wo er seine Benefiziate hatte. Neben seinen Aufgaben als Richter übernahm er aber kaum andere Ämter. Während der Expedition des Königs in die Gascogne ab 1253 bezeugte er Vertagungen von Prozessen, die der Richter Simon of Walton anordnete, 1253 übernahm Alan die Leitung der Assize of arms in Northumberland und Yorkshire. 1254 überprüfte er ein Urteil des Richters William of Wilton, dazu untersuchte er die Rechte und Privilegien von St Albans Abbey, die gerade erfolgreich gegen ein Urteil des Richters Henry de la Mare Einspruch eingelegt hatte. Im Herbst 1255 schied Alan als Richter am Common Bench aus, doch er war weiterhin als Richter an Assize Courts tätig, unter anderem mit John of Lexinton in Yorkshire.

## Tätigkeit als Geistlicher und Tod
Ab den 1240er Jahren hatten die meisten Richter am Common Bench ein jährliches Gehalt erhalten. Nach den erhaltenen Aufzeichnungen erhielt Alan nur unregelmäßig Zahlungen, wobei es dennoch möglich ist, dass er aus verschiedenen Quellen ein regelmäßiges Gehalt als Richter erhielt. Er war aber wohlhabend, denn er konnte mehrmals größere Summen Geld verleihen. Dazu hatte er auch als Richter seine bisherigen Pfründen behalten. Vermutlich 1247 erhielt er einen päpstlichen Dispens, nach dem er neben dem Rektorat von Middleton ein weiteres Benefiziat in Heversham halten durfte. Am 11. Mai 1255 erhielt er einen weiteren Dispens, nach dem er zusätzlich zu seinen Benefiziaten Kanoniker am Ripon Minster werden durfte, ohne dort seelsorgerische Aufgaben zu übernehmen. Da Alan als Richter mehrfach zugunsten St Albans Abbey geurteilt hatte, widmete ihm der Chronist Matthew Paris, ein Mönch des Klosters, einen kurzen, aber freundlichen Nachruf.